# Callipallene pectinata
Callipallene pectinata is een zeespin uit de familie Callipallenidae. De soort behoort tot het geslacht Callipallene. Callipallene pectinata werd in 1923 voor het eerst wetenschappelijk beschreven door Calman. 